# Leptogorgia purpureomaculata
Leptogorgia purpureomaculata är en korallart som beskrevs av Stiasny 1936. Leptogorgia purpureomaculata ingår i släktet Leptogorgia och familjen Gorgoniidae. Inga underarter finns listade i Catalogue of Life.